# Fredrik Winsnes
Pour les articles homonymes, voir Winsnes.
Fredrik Guttormsen Winsnes (né le 28 décembre 1975) est un footballeur professionnel norvégien, il évoluait comme milieu de terrain.

## Biographie
Né à Trondheim, il a commencé sa carrière professionnelle avec l'équipe locale de Rosenborg BK en 1996. Il a fait neuf saisons à Rosenborg BK (avec laquelle il a gagné huit championnats de Norvège de football plus deux coupes de Norvège), avec une césure pour la saison 2002 où il a été prêté à l'équipe suédoise de Hammarby IF.
En décembre 2005, il a signé pour trois ans au Aalborg HIK Boldspilklub (AaB) dans la Superliga danoise et a rejoint cette équipe le 4 janvier 2006, pendant l'entraînement pour la deuxième moitié de la saison de Superliga 2005-2006. Il a joué une saison et demie à l'AaB qu'il a aidé à gagner des médailles de bronze dans la saison 2006-2007 de la Superliga, c'était le meilleur résultat d'AaB en huit ans, à la suite de quoi il a été désigné comme le joueur AaB de la saison 2006-07.
Après qu'il eut joué un total de 57 matchs et marqué cinq buts pour AaB, la naissance de sa fille a incité Winsnes et sa femme à revenir en Norvège pour se rapprocher de leur famille et il a poursuivi sa carrière à Strømsgodset IF.

## Équipe nationale
Il a joué 19 matchs pour l'équipe nationale de son pays. Le 20 août 2008, il a fait son retour dans l'équipe nationale norvégienne à l'occasion d'une rencontre amicale contre l'Irlande, près de cinq ans après son dernier match pour la Norvège.

## Palmarès
- Championnat de Norvège : 1997, 1998, 1999, 2000, 2001, 2002, 2003, 2004 et 2010
- Coupe de Norvège : 1999 et 2003